# 검사외전
《검사외전》은 2016년 2월 3일에 개봉한 대한민국의 범죄 영화이다.

## 줄거리
검사들 사이에선 다혈질로 소문난 변재욱. 스스로도 법과 정의를 위해서가 아닌 나쁜놈들을 합법적으로 조지기 위해 검사가 됐다고 말하고 다닐 정도다. 어느날, 시위현장에서 전경의 머리를 깨뜨린 젊은 용역청년 이진석을 잡혀오는데 늘 그런대로 재욱은 피의자에게 폭행을 행사하며 심문을 하기 시작했다. 그런데 그 다음날, 취조실 테이블위에 엎드려있던 진석을 깨우던 재욱은 얼굴이 하얗게 질리고 말았다. 자고있다고 생각한 진석은 어찌된 영문인지 숨이 끊어져 있었던것이다. 용의자는 누가봐도 바로 어제까지 그를 구타한 재욱. 그는 선배검사 우종길의 빽줄로 정당방위라는 주장을 앞세우며 집행유예로 풀려나려고 했지만 돌연 종길이 배신을 하는 바람에 꼼짝없이 15년형을 선고받고 교도소에 수감된다. 그리고 교도소에선 그간 자신이 수사와 권력이란 이름으로 아무렇지 않게 폭행을 행사한 피의자들을 맞딱드렸고 그들은 자신들이 당했던걸 고스란히 되갚으며 복수를 한다. 
하루아침에 잘나가는 검사에서 범죄자로 전락한 재욱, 그는 자신의 결백을 주장하기 위해 몇번이나 재심신청을 했지만 당연히 모두 기각됐다. 그러다 간수들에게 부동산과 관련된 법률조언을 해준 일을 계기로 교도소 간부들에게 검사일을 하며 얻은 법조계의 노하우를 전수하기 시작했고 5년뒤에는 '9번방 영감님'이라는 이름으로 교도소를 군림하는 경지에 이른다. 하지만 이런 와중에도 결백을 주장하려는 일은 남몰래 계속 펼치고 있던 그때. 엄청난 인연과 마주친다. 5년전 죽은 진석과 똑같은 말을 하던 젊은 남자였다. 그의 이름은 한치원. 빼어난 미모를 가졌지만 입만 열었다 하면 쉴새없이 거짓말을 늘어놓고 숨쉬는것 빼고는 모두 거짓말일 정도의 프로사기꾼이었다. 재욱은 자신이 부탁하는 일만 도와준다면 무죄로 출소하게 해주겠다는 조건으로 치원을 꼬드겼고 치원은 그런 재욱을 수상히 여기면서도 출소라는 말에 덜컥 요구를 수락했다. 
재욱의 도움으로 재심에서 무죄선고를 받고 출소한 치원. 하지만 출소하자마자 그는 돌변했다. 초조하게 연락을 기다리는 재욱에게 더 이상 연락하지 말라며 배신을 하고만것이었다. 그리고 여기서 뜻하지 않은 사실이 하나 드러나는데 진석과 재욱은 같은 용역으로 일했던 동료지간이었다. 따라서 진석에 대해서라면 재욱보다 훨씬 더 잘알고 있었다. 과연, 검사와 사기꾼의 동맹작전은 어떻게 끝날까?

## 캐스팅
- 황정민 : 변재욱 역 - 본작의 메인 주인공. 수원지방검찰청 특수부 검사.
- 강동원 : 한치원/김재영 역 - 본작의 서브 주인공. 허세 남발 꽃미남 사기꾼이자 수원지방검찰청 특수부 검사.
- 이성민 : 우종길 역 - 본작의 메인 빌런이자 최종 보스. 수원지방검찰청 차장검사.
- 박성웅 : 양민우 역 - 서울중앙지방검찰청 특수부장.
- 박종환 : 이진석 역 - 천식이 있는 병약한 청년.
- 한재영 : 장현석 역 - 본작의 중간 보스. 극동개발 사장.
- 김응수 : 강영식 역 - 창조국민당 국회의원.
- 신소율 : 김하나 역 - 한치원의 애인.
- 주진모 : 최형석 역 - 서울고등법원 판사.
- 김원해 : 영철 역 - 변재욱의 감옥 동기로 그의 오른팔.
- 전배수 : 강영섭 역 - 수원지검 수사계장.
- 김홍파 : 교도소장 역
- 김병옥 : 박 사장 역
- 박지환 : 철구 역
- 이원섭 : 박준범 역
- 손종학 : 김 판사 역
- 김종수 : 박청진 역
- 민무제 : 제비 역
- 손성찬 : 진석 부 역
- 이선주 : 진석 모 역
- 고인범 : 하나 부 역
- 추귀정 : 하나 모 역
- 김춘기 : 김창섭 부장검사 역
- 정형석 : 송인철 역
- 이석준 : 임태근 역
- 황병국 : 국선 변호사 역
- 황인준 : 호성형사 역
- 허형규 : 하나오빠 역
- 김희창 : 지구당 위원장 역
- 이정은 : 운동원 아줌마 역 - 우종길의 선거 운동원.
- 신혜선 : 지구당 경리 역
- 최성필 : 선거유세 MC 역
- 이승훈 : 박 계장 역
- 이문정 : 민우 사무실 여직원 역
- 서왕석 : 대장덩치 역
- 권혁 : 종길 보좌관 역
- 김광현 : 취조실 형사 2 역
- 이영수 : 재욱 호송형사 2 역
- 최영도 : 절도재소자 역
- 하준호 : 철새도래지 강사 역
- 류성현 : 5년전 재소자 1 역
- 지건우 : 5년전 재소자 5 역
- 도용구 : 5년후 재소자 1 역
- 김기무 : 시위조폭 역
- 김성현 : 현석 패거리 1 역
- 미석 : 현석 패거리 2 역
- 이선구 : 현석 패거리 3 역
- 홍주형 : 현석 패거리 4 역
- 이규호 : 현석 패거리 5 역
- 임욱진 : 현석 패거리 6 역
- 김지훈 : 현석패거리 덩치 1 역
- 윤경호 : 현석패거리 덩치 2 역
- 권용환 : 현석패거리 덩치 3 역
- 박지홍 : 치원 패거리 4 역
- 장지건 : 옥상 재소자 2 역
- 박성현 : 재욱 패거리 5 역
- 김시은 : 5년전 뉴스 아나운서 역
- 이승준 : 5년전 기자  1 역
- 차승호 : 5년후 기자 3 역
- 정미남 : 교도관 2 역
- 한창현 : 교도관 4 역
- 김주헌 : 남자 2 역
- 정종우 : CRPT4 역
- 전광진 : 법원 남직원 역
- 박종수 : 검찰청입구 경호원 역
- 윤소미 : 은행 여직원 역
- 배건식 : 남자 평검사들 역
- 조원희 : 경찰청장 역 (특별출연)

## 참고 사항
- 황정민과 배건식은 영화 《그림자 살인》 이후로 8년만에 재회하는 작품이다.

## 같이 보기
- 예언자 (영화)
- 쇼생크 탈출